# UCI Europa Tour 2012
L'UCI Europa Tour 2012 és la vuitena edició de l'UCI Europa Tour, un dels cinc circuits continentals de ciclisme de la Unió Ciclista Internacional. Està format per més de 300 proves, organitzades entre el 29 de gener al 14 d'octubre de 2012 a Europa.

## Evolució del calendari

### Gener
| Data | Cursa                                 | País   | Cat. | Vencedor        | Equip   |
| ---- | ------------------------------------- | ------ | ---- | --------------- | ------- |
| 29   | Gran Premi d'Obertura La Marseillaise | França | 1.1  | Samuel Dumoulin | Cofidis |

### Febrer
| Data  | Cursa                                      | País          | Cat. | Vencedor               | Equip                        |
| ----- | ------------------------------------------ | ------------- | ---- | ---------------------- | ---------------------------- |
| 1-5   | Étoile de Bessèges                         | França        | 2.1  | Jérôme Coppel          | Saur-Sojasun                 |
| 4     | Gran Premi de la costa dels Etruscs        | Itàlia        | 1.1  | Elia Viviani           | Liquigas-Cannondale          |
| 5     | Trofeu Palma                               | Espanya       | 1.1  | Andrew Fenn            | Omega Pharma-Quick Step      |
| 6     | Trofeu Migjorn                             | Espanya       | 1.1  | Andrew Fenn            | Omega Pharma-Quick Step      |
| 7     | Trofeu Deià                                | Espanya       | 1.1  | Lars Petter Nordhaug   | Team Sky                     |
| 8-12  | Tour del Mediterrani                       | França        | 2.1  | Jonathan Tiernan-Locke | Endura Racing                |
| 11-12 | Giro de la Província de Reggio de Calàbria | Itàlia        | 2.1  | Elia Viviani           | Liquigas-Cannondale          |
| 15–19 | Volta a l'Algarve                          | Portugal      | 2.1  | Richie Porte           | Team Sky                     |
| 18    | Trofeu Laigueglia                          | Itàlia        | 1.1  | Moreno Moser           | Liquigas-Cannondale          |
| 18–19 | Tour de l'Alt Var                          | França        | 2.1  | Jonathan Tiernan-Locke | Endura Racing                |
| 19–23 | Volta a Andalusia                          | Espanya       | 2.1  | Alejandro Valverde     | Team Movistar                |
| 25    | Ster van Zwolle                            | Països Baixos | 1.2  | Robin Chaigneau        | Koga-Ubbink                  |
| 25    | Beverbeek Classic                          | Bèlgica       | 1.2  | Tom Van Asbroeck       | Topsport Vlaanderen-Mercator |
| 25    | Omloop Het Nieuwsblad                      | Bèlgica       | 1.HC | Sep Vanmarcke          | Garmin-Barracuda             |
| 26    | Boucles del Sud Ardecha                    | França        | 1.1  | Rémi Pauriol           | FDJ-BigMat                   |
| 26    | Kuurne-Brussel·les-Kuurne                  | Bèlgica       | 1.1  | Mark Cavendish         | Team Sky                     |
| 26    | Gran Premi de Lugano                       | Suïssa        | 1.1  | Eros Capecchi          | Liquigas-Cannondale          |
| 26    | Clàssica d'Almeria                         | Espanya       | 1.HC | Michael Matthews       | Rabobank                     |
| 29    | Le Samyn                                   | Bèlgica       | 1.1  | Arnaud Démare          | FDJ-BigMat                   |

### Març
| Data  | Cursa                                       | País          | Cat. | Vencedor              | Equip                        |
| ----- | ------------------------------------------- | ------------- | ---- | --------------------- | ---------------------------- |
| 2–4   | Tres dies de Flandes Occidental             | Bèlgica       | 2.1  | Julien Vermote        | Omega Pharma-Quick Step      |
| 3     | Strade Bianche                              | Itàlia        | 1.1  | Fabian Cancellara     | RadioShack-Nissan            |
| 3     | Fletxa flamenca                             | Bèlgica       | 1.2  | Frédéric Amorison     | Landbouwkrediet-Euphony      |
| 3-4   | Volta a Múrcia                              | Espanya       | 2.1  | Nairo Quintana        | Movistar Team                |
| 4     | Gran Premi de Lillers-Souvenir Bruno Comini | França        | 1.2  | Russell Downing       | Endura Racing                |
| 4     | Trofeu Zssdi                                | Itàlia        | 1.2  | Patrick Facchini      | Casati MI Impianti           |
| 9     | Dwars door Drenthe                          | Països Baixos | 1.1  | Theo Bos              | Rabobank ProTeam             |
| 10    | Ronde van Drenthe                           | Països Baixos | 1.1  | Bert-Jan Lindeman     | Vacansoleil-DCM              |
| 11    | Trofeu Franco Balestra                      | Itàlia        | 1.2  | Patrick Facchini      | Casati MI Impianti           |
| 11    | París-Troyes                                | França        | 1.2  | Jean-Marc Bideau      | Bretagne-Schuller            |
| 11    | Dorpenomloop Rucphen                        | Països Baixos | 1.2  | Giorgio Brambilla     | Leopard-Trek Continental     |
| 11    | Poreč Trophy                                | Croàcia       | 1.2  | Matej Mugerli         | Adria Mobil                  |
| 11    | Kattekoers                                  | Bèlgica       | 1.2  | Roy Jans              | An Post-Sean Kelly           |
| 11    | Circuit del País de Waes                    | Bèlgica       | 1.2  | Preben van Hecke      | Topsport Vlaanderen          |
| 14    | Nokere Koerse                               | Bèlgica       | 1.1  | Francesco Chicchi     | Omega Pharma-Quick Step      |
| 15–18 | Istrian Spring Trophy                       | Croàcia       | 2.2  | Markus Eibegger       | RC Arbö Gourmetfein Wels     |
| 16    | Handzame Classic                            | Bèlgica       | 1.1  | Francesco Chicchi     | Omega Pharma-Quick Step      |
| 17    | Clàssica Loira Atlàntic                     | França        | 1.1  | Florian Vachon        | Bretagne-Schuller            |
| 18    | Gran Premi Cholet-País del Loira            | França        | 1.1  | Arnaud Démare         | FDJ-BigMat                   |
| 18    | La Roue Tourangelle                         | França        | 1.2  | Viatxeslav Kouznetsov | Itera-Katusha                |
| 18    | Gran Premi San Giuseppe                     | Itàlia        | 1.2  | Ilya Gorodnixev       |                              |
| 19–25 | Tour de Normandia                           | França        | 2.2  | Jérôme Cousin         | Team Europcar                |
| 20–24 | Setmana Internacional de Coppi i Bartali    | Itàlia        | 2.1  | Jan Bárta             | Team NetApp                  |
| 21    | A través de Flandes                         | Bèlgica       | 1.1  | Niki Terpstra         | Omega Pharma-Quick Step      |
| 22–25 | Volta a l'Alentejo                          | Portugal      | 2.2  | Alexey Kunshin        | Lokosphinx                   |
| 24–25 | Critèrium Internacional                     | França        | 2.HC | Cadel Evans           | BMC Racing Team              |
| 27–29 | Tres dies de La Panne                       | Bèlgica       | 2.HC | Sylvain Chavanel      | Omega Pharma-Quick Step      |
| 30    | Ruta Adélie de Vitré                        | França        | 1.1  | Roberto Ferrari       | Androni Giocattoli-Venezuela |
| 30–1  | Triptyque des Monts et Châteaux             | Bèlgica       | 2.2  | Bob Jungels           | Leopard-Trek Continental     |
| 31    | Hel van het Mergelland                      | Països Baixos | 1.1  | Pàvel Brut            | Team Katusha                 |
| 31    | Gran Premi Miguel Indurain                  | Espanya       | 1.HC | Daniel Moreno         | Team Katusha                 |

### Abril
| Data  | Cursa                                                | País                 | Cat.   | Vencedor                    | Equip                              |
| ----- | ---------------------------------------------------- | -------------------- | ------ | --------------------------- | ---------------------------------- |
| 1     | Fletxa d'Émeraude                                    | França               | 1.1    | Roberto Ferrari             | Androni Giocattoli-Venezuela       |
| 1     | Gran Premi de la vila de Nogent-sur-Oise             | França               | 1.2    | Ígor Bóiev                  | Itera-Katusha                      |
| 1     | Trofeu Banca Popolare di Vicenza                     | Itàlia               | 1.2U   | Jay McCarthy                | Jayco-AIS                          |
| 3–6   | Circuit de La Sarthe                                 | França               | 2.1    | Luke Durbridge              | GreenEDGE                          |
| 4     | Grote Scheldeprijs                                   | Bèlgica              | 1.HC   | Marcel Kittel               | Argos-Shimano                      |
| 4–8   | Gran Premi de Sotxi                                  | Rússia               | 2.2    | Ivan Stević                 | Partizan Powermove                 |
| 5     | Gran Premi Pino Cerami                               | Bèlgica              | 1.1    | Gaëtan Bille                | Lotto-Belisol                      |
| 6–8   | Circuit de les Ardenes                               | França               | 2.2    | Marek Rutkiewicz            | CCC Polkowice                      |
| 7     | Tour de Flandes sub-23                               | Bèlgica              | 1.Ncup | Kenneth van Bilsen          | Selecció de Bèlgica                |
| 8     | Klasika Primavera                                    | Espanya              | 1.1    | Giovanni Visconti           | Movistar Team                      |
| 9     | Volta a Colònia                                      | Alemanya             | 1.1    | Jan Bárta                   | Team NetApp                        |
| 9     | Dwars door het Hageland                              | Bèlgica              | 1.2    | Timothy Stevens             | Ovyta-Eijssen-Acrog                |
| 9     | Giro del Belvedere                                   | Itàlia               | 1.2U   | Daniele Dall'Oste           | Trevigiani Dynamon Bottoli         |
| 10    | París-Camembert                                      | França               | 1.1    | Pierre-Luc Périchon         | La Pomme Marseille                 |
| 10    | Gran Premi Palio del Recioto                         | Itàlia               | 1.2U   | Francesco Manuel Bongiorno  | Hoppla Wega Truck It.Valdarno      |
| 11    | Fletxa brabançona                                    | Bèlgica              | 1.HC   | Thomas Voeckler             | Team Europcar                      |
| 11    | La Côte Picarde                                      | França               | 1.Ncup | Vegard Breen                | Selecció de Noruega                |
| 11–15 | Tour de Loir i Cher                                  | França               | 2.2    | Andrei Solomennikov         | Itera-Katusha                      |
| 12    | Gran Premi de Denain                                 | França               | 1.1    | Juan José Haedo             | Team Saxo Bank                     |
| 12–15 | Volta a Castella i Lleó                              | Espanya              | 2.1    | Javier Moreno Bazán         | Movistar Team                      |
| 14    | Tour de Finisterre                                   | França               | 1.1    | Julien Simon                | Saur-Sojasun                       |
| 14    | Trofeu Edil C                                        | Itàlia               | 1.2    | Kristian Sbaragli           |                                    |
| 14    | Lieja-Bastogne-Lieja sub-23                          | Bèlgica              | 1.2U   | Michael Andersen            | Selecció de Dinamarca              |
| 14    | ZLM Tour                                             | Països Baixos        | 1.Ncup | Maxime Daniel               | Selecció de França                 |
| 15    | Tro Bro Leon                                         | França               | 1.1    | Ryan Roth                   | SpiderTech-C10                     |
| 15    | Giro dels Apenins                                    | Itàlia               | 1.1    | Fabio Felline               | Androni Giocattoli-Venezuela       |
| 15    | Zellik-Galmaarden                                    | Bèlgica              | 1.2    | Kevin Thome                 | Wallonie Bruxelles-Crédit Agricole |
| 15    | Gran Premi de Donetsk                                | Ucraïna              | 1.2    | Ilnur Zakarin               | Itera-Katusha                      |
| 17–20 | Giro del Trentino                                    | Itàlia               | 2.HC   | Domenico Pozzovivo          | Colnago-CSF Inox                   |
| 17-21 | Toscana-Terra de ciclisme                            | Itàlia               | 1.Ncup | Fabio Aru                   | Selecció d'Itàlia                  |
| 18–22 | Gran Premi d'Adiguèsia                               | Rússia               | 2.2    | Ilnur Zakarin               | Itera-Katusha                      |
| 21    | Arno Wallaard Memorial                               | Països Baixos        | 1.2    | Dylan van Baarle            | Rabobank Continental               |
| 21    | Banja Luka-Belgrad I                                 | Bòsnia i Hercegovina | 1.2    | Marko Kump                  | Adria Mobil                        |
| 22    | Banja Luka-Belgrad II                                | Sèrbia               | 1.2    | Matej Mugerli               | Adria Mobil                        |
| 22    | Volta a La Rioja                                     | Espanya              | 1.1    | Ievgueni Xalúnov            | Lokosphinx                         |
| 22    | Volta a Holanda del Nord                             | Països Baixos        | 1.2    | Gediminas Bagdonas          | An Post-Sean Kelly                 |
| 22    | Val d'Ille U Classic 35                              | França               | 1.2    | Éric Berthou                | Bretagne-Schuller                  |
| 22-29 | Volta a Turquia                                      | Turquia              | 2.HC   | Aleksandr Diatxenko         | Team Astana                        |
| 25    | Gran Premi della Liberazione                         | Itàlia               | 1.2U   | Enrico Barbin               | Trevigiani Dynamon Bottoli         |
| 25–1  | Tour de Bretanya                                     | França               | 2.2    | Reinardt Janse van Rensburg | MTN Qhubeka                        |
| 26-30 | Volta a Astúries                                     | Espanya              | 2.1    | Beñat Intxausti             | Movistar Team                      |
| 28    | Gran Premi de la Indústria i l'Artesanat de Larciano | Itàlia               | 1.1    | Filippo Pozzato             | Farnese Vini-Selle Italia          |
| 29    | Himmerland Rundt                                     | Dinamarca            | 1.2    | André Steensen              | Glud & Marstrand-LRØ               |
| 29    | Giro de Toscana                                      | Itàlia               | 1.1    | Alessandro Ballan           | BMC Racing Team                    |
| 29    | Gran Premi de la Indústria del marbre                | Itàlia               | 1.2    | Thomas Fiumana              |                                    |
| 29    | East Midlands International Cicle Classic            | Regne Unit           | 1.2    | Alexandre Blain             | Endura Racing                      |
| 29    | París-Mantes-en-Yvelines                             | França               | 1.2    | Alex Meenhorst              | Differdange Magic-SportFood.de     |

### Maig
| Data  | Cursa                                                   | País          | Cat. | Vencedor                    | Equip                              |
| ----- | ------------------------------------------------------- | ------------- | ---- | --------------------------- | ---------------------------------- |
| 1     | Trofeu Papà Cervi                                       | Itàlia        | 1.2  | Giorgio Bocchiola           | Team Colpack                       |
| 1     | Gran Premi del 1r de maig - Premi d'honor Vic de Bruyne | Bèlgica       | 1.2  | Christophe Prémont          | Wallonie Bruxelles-Crédit Agricole |
| 1     | Mayor Cup                                               | Rússia        | 1.2  | Ígor Bóiev                  | Itera-Katusha                      |
| 1     | Gran Premi de Frankfurt sub-23                          | Alemanya      | 1.2U | Sven Erik Bystrøm           | Øster Hus-Ridley                   |
| 1     | Gran Premi de Frankfurt                                 | Alemanya      | 1.HC | Moreno Moser                | Liquigas-Cannondale                |
| 1     | Memorial Andrzej Trochanowski                           | Polònia       | 1.2  | Tomasz Smoleń               | Bank BGŻ                           |
| 2     | Memorial Oleg Diatxenko                                 | Rússia        | 1.2  | Aleksandr Ribakov           | Itera-Katusha                      |
| 2–6   | Giro del Friül-Venècia Júlia                            | Itàlia        | 2.2  | Diego Rosa                  | Alazzago                           |
| 2–6   | Carpathia Couriers Path                                 | Polònia       | 2.2U | Maurits Lammertink          | Jo Piels                           |
| 3     | Gran Premi de Moscou                                    | Rússia        | 1.2  | Vitali Popkov               | ISD-Lampre Continental             |
| 4     | Gran Premi Dobrich I                                    | Bulgària      | 1.2  | Martin Grashev              | Nessebar-Shockblaze                |
| 4-5   | Tour d'Overijssel                                       | Països Baixos | 1.2  | Reinardt Janse van Rensburg | MTN Qhubeka                        |
| 4–6   | Szlakiem Grodów Piastowskich                            | Polònia       | 2.1  | Marek Rutkiewicz            | CCC Polkowice                      |
| 4–8   | Quatre dies de Dunkerque                                | França        | 2.HC | Jimmy Engoulvent            | Saur-Sojasun                       |
| 5–6   | Volta a la comunitat de Madrid                          | Espanya       | 2.1  | Serguei Firsànov            | RusVelo                            |
| 5–9   | Cinc anells de Moscou                                   | Rússia        | 2.2  | Ígor Bóiev                  | Itera-Katusha                      |
| 6     | Circuit de Valònia                                      | Bèlgica       | 1.2  | Reinardt Janse van Rensburg | MTN Qhubeka                        |
| 6     | Circuit del Porto-Trofeo Arvedi                         | Itàlia        | 1.2  | Paolo Simion                | Zalf Euromobil                     |
| 6     | Gran Premi Dobrich II                                   | Bulgària      | 1.2  | Stefan Koychev Hristov      | Equip nacional de Bulgària         |
| 6     | Omloop der Kempen                                       | Països Baixos | 1.2  | Niko Eeckhout               | An Post-Sean Kelly                 |
| 9-13  | Heydar Aliyev Anniversary Tour                          | Azerbaidjan   | 2.2U | Youcef Reguigui             |                                    |
| 10-12 | Małopolski Wyścig Górski                                | Polònia       | 2.2  | Marek Rutkiewicz            | CCC Polkowice                      |
| 10–13 | Roine-Alps Isera Tour                                   | França        | 2.2  | Paul Poux                   | Saur-Sojasun                       |
| 11–13 | Tour de Picardia                                        | França        | 2.1  | John Degenkolb              | Argos-Shimano                      |
| 12    | Scandinavian Race Uppsala                               | Suècia        | 1.2  | Jonas Ahlstrand             | Team Cykelcity                     |
| 13    | Rogaland Grand Prix                                     | Noruega       | 1.1  | Antonio Piedra              | Caja Rural                         |
| 14–19 | Olympia's Tour                                          | Països Baixos | 2.2  | Dylan van Baarle            | Rabobank Continental               |
| 16–20 | Circuit de Lorena                                       | França        | 2.1  | Nacer Bouhanni              | FDJ-BigMat                         |
| 16–20 | Volta a Noruega                                         | Noruega       | 2.1  | Edvald Boasson Hagen        | Team Sky                           |
| 16–20 | Volta a Grècia                                          | Grècia        | 2.2  | Robert Vrečer               | Team Vorarlberg                    |
| 16–20 | Fletxa del Sud                                          | Luxemburg     | 2.2  | Bob Jungels                 | Leopard-Trek Continental           |
| 17    | Tour de Limburg                                         | Bèlgica       | 1.2  | Kevin Claeys                | Landbouwkrediet-Euphony            |
| 17–20 | Tour de Berlín                                          | Alemanya      | 2.2U | Nikias Arndt                | LKT Team Brandenburg               |
| 17–20 | Ronda de l'Isard d'Arieja                               | França        | 2.2U | Pierre-Henri Lecuisinier    | Vendée U-Pays de la Loire          |
| 19    | Gran Premi de Jurmala                                   | Letònia       | 1.1  | Rafael Andriato             | Farnese Vini-Selle Italia          |
| 19    | Gran Premi Criquielion                                  | Bèlgica       | 1.2  | Tom David                   | Lotto-Bodysol PCW                  |
| 20    | Neuseen Classics – Rund um die Braunkohle               | Alemanya      | 1.1  | André Schulze               | Team NetApp                        |
| 20–27 | An Post Rás                                             | Irlanda       | 2.2  | Nicolas Baldo               | Atlas Personal-BMC                 |
| 23–27 | Volta a Baviera                                         | Alemanya      | 2.HC | Michael Rogers              | Team Sky                           |
| 23–27 | Volta a Bèlgica                                         | Bèlgica       | 2.HC | Tony Martin                 | Omega Pharma-Quick Step            |
| 24–27 | Tour de Trakya                                          | Turquia       | 2.2  | Yuriy Metlushenko           | Konya Torku Şeker Spor             |
| 25    | Gran Premi de Tallinn-Tartu                             | Estònia       | 1.1  | Saïd Haddou                 | Team Europcar                      |
| 26    | Gran Premi de Plumelec-Morbihan                         | França        | 1.1  | Julien Simon                | Saur-Sojasun                       |
| 26    | SEB Tartu GP                                            | Estònia       | 1.1  | Rene Mandri                 | Endura Racing                      |
| 26-28 | Tour de Gironda                                         | França        | 2.2  | Nicky van der Lijke         | Rabobank Continental               |
| 27    | Boucles de l'Aulne                                      | França        | 1.1  | Sébastien Hinault           | AG2R La Mondiale                   |
| 27    | Race Horizon Park                                       | Ucraïna       | 1.2  | Vitali Popkov               | ISD-Lampre Continental             |
| 27    | París-Roubaix sub-23                                    | França        | 1.2U | Bob Jungels                 | Leopard-Trek Continental           |
| 27    | Trofeu Ciutat de San Vendemiano                         | Itàlia        | 1.2U | Enrico Barbin               | U.C. Trevigiani Dynamon Bottoli    |
| 30–3  | Volta a Luxemburg                                       | Luxemburg     | 2.HC | Jakob Fuglsang              | RadioShack-Nissan                  |

### Juny
| Data  | Cursa                                        | País          | Cat. | Vencedor                    | Equip                           |
| ----- | -------------------------------------------- | ------------- | ---- | --------------------------- | ------------------------------- |
| 2     | Trofeu Melinda                               | Itàlia        | 1.1  | Carlos Betancourt           | Acqua & Sapone                  |
| 2     | Trofeu Alcide Degasperi                      | Itàlia        | 1.2  | Enrico Barbin               | U.C. Trevigiani Dynamon Bottoli |
| 2-9   | Volta a Romania                              | Romania       | 2.2  | Matija Kvasina              | Tusnad                          |
| 3     | Gran Premi de Riga                           | Letònia       | 1.2  | Andžs Flaksis               | Chipotle Development            |
| 3     | Gran Premi Südkärnten                        | Àustria       | 1.2  | Marko Kump                  | Adria Mobil                     |
| 3     | Memorial Philippe van Coningsloo             | Bèlgica       | 1.2  | Gediminas Bagdonas          | An Post-Sean Kelly              |
| 3     | Copa de la Pau                               | Itàlia        | 1.2  | Ruslan Tleubayev            | Astana Continental              |
| 5-9   | Volta a Eslovàquia                           | Eslovàquia    | 2.2  | Enrico Rossi                | Meridiana Kamen                 |
| 7     | Gran Premi del cantó d'Argòvia               | Suïssa        | 1.1  | Serguei Lagutin             | Vacansoleil-DCM                 |
| 7–10  | Ronda de l'Oise                              | França        | 2.2  | Jean-Luc Delpech            | Bretagne-Schuller               |
| 8–17  | Girobio                                      | Itàlia        | 2.2  | Joe Dombrowski              | Selecció dels Estats Units      |
| 9     | Ronde van Zeeland Seaports                   | Països Baixos | 1.1  | Reinardt Janse van Rensburg | MTN Qhubeka                     |
| 9–15  | Volta a Turíngia                             | Alemanya      | 2.2U | Rohan Dennis                | Jayco-AIS                       |
| 10    | ProRace Berlín                               | Alemanya      | 1.2  | André Greipel               | Lotto-Belisol                   |
| 12–17 | Volta a Sèrbia                               | Sèrbia        | 2.1  | Stefan Schumacher           | Christina Watches-Onfone        |
| 14–17 | Ster ZLM Toer                                | Països Baixos | 2.1  | Mark Cavendish              | Team Sky                        |
| 14–17 | Volta a Eslovènia                            | Eslovènia     | 2.1  | Janez Brajkovič             | Astana Qazaqstan Team           |
| 14–17 | Ruta del Sud                                 | França        | 2.1  | Nairo Quintana              | Movistar Team                   |
| 14–17 | Boucles de la Mayenne                        | França        | 2.2  | Laurent Pichon              | Bretagne-Schuller               |
| 14–17 | Tour del País de Savoia                      | França        | 2.2  | Stéphane Rossetto           | CC Nogent-sur-Oise              |
| 15–17 | Oberösterreichrundfahrt                      | Àustria       | 2.2  | Robert Vrečer               | Vorarlberg                      |
| 17    | Fletxa ardenesa                              | Bèlgica       | 1.2  | Clément Lhotellerie         | Colba-Superano Ham              |
| 20    | Halle-Ingooigem                              | Bèlgica       | 1.1  | Nacer Bouhanni              | FDJ-BigMat                      |
| 27    | Internationale Wielertrofee Jong Maar Moedig | Bèlgica       | 1.2  | Tim Declercq                | Topsport Vlaanderen-Mercator    |
| 28-1  | Volta a la República Txeca                   | Txèquia       | 2.2  | František Padour            | Whirlpool-Author                |
| 30    | Circuit Het Nieuwsblad sub-23                | Bèlgica       | 1.2  | Sander Helven               | Ovyta-Eijssen-Acrog             |

### Juliol
| Data  | Cursa                                       | País     | Cat. | Vencedor                | Equip                        |
| ----- | ------------------------------------------- | -------- | ---- | ----------------------- | ---------------------------- |
| 1     | Giro de la Vall Aretine                     | Itàlia   | 1.2  | Luca Benedetti          | Bedogni-Natalini-Anico       |
| 1–8   | Volta a Àustria                             | Àustria  | 2.HC | Jakob Fuglsang          | RadioShack-Nissan            |
| 4–8   | Cursa de Solidarność i els Atletes Olímpics | Polònia  | 2.1  | Mariusz Witecki         | Bank BGŻ                     |
| 4–8   | Sibiu Cycling Tour                          | Romania  | 2.2  | Víctor de la Parte      | SP Tableware                 |
| 8     | La Ronda Pévèloise                          | França   | 1.2  | Benoît Daeninck         | CC Nogent-sur-Oise           |
| 8     | Giro del Medio Brenta                       | Itàlia   | 1.2  | Matteo Busato           | Team Idea U23                |
| 11    | Grote Prijs van de Stad Geel                | Bèlgica  | 1.2  | Tom Van Asbroeck        | Topsport Vlaanderen-Mercator |
| 12–15 | Trofeu Joaquim Agostinho                    | Portugal | 2.2  | Ricardo Mestre          | Carmim-Prio                  |
| 14    | GP Nobili Rubinetterie                      | Itàlia   | 1.1  | Danilo Di Luca          | Acqua & Sapone               |
| 16–22 | Giro de la Vall d'Aosta                     | Itàlia   | 2.2U | Fabio Aru               | Palazzago-Elledent           |
| 21    | Gran Premi Miskolc                          | Hongria  | 1.2  | Krisztian Lovassy       | Tusnad                       |
| 21–25 | Tour de Valònia                             | Bèlgica  | 2.HC | Giacomo Nizzolo         | RadioShack-Nissan            |
| 22    | Gran Premi de Budapest                      | Hongria  | 1.2  | Marko Kump              | Adria Mobil                  |
| 22    | Gran Premi de la vila de Pérenchies         | França   | 1.2  | Rico Rogers             | Node 4-Giordana Racing       |
| 24-28 | Dookoła Mazowsza                            | Polònia  | 2.2  | Mateusz Taciak          | CCC Polkowice                |
| 25    | Prova de Villafranca de Ordizia             | Espanya  | 1.1  | Gorka Izagirre Insausti | Euskaltel–Euskadi            |
| 25–29 | Tour d'Alsàcia                              | França   | 2.2  | Jonathan Tiernan-Locke  | Endura Racing                |
| 28–30 | Kreiz Breizh Elites                         | França   | 2.2  | André Steensen          | Glud & Marstrand-LRØ         |
| 29    | Polynormande                                | França   | 1.1  | Tony Hurel              | Team Europcar                |
| 29    | Trofeu Matteotti                            | Itàlia   | 1.1  | Pierpaolo de Negri      | Farnese Vini-Selle Italia    |
| 31    | Circuit de Getxo                            | Espanya  | 1.1  | Giovanni Visconti       | Movistar Team                |

### Agost
| Data  | Cursa                                                       | País                    | Cat.   | Vencedor                | Equip                        |
| ----- | ----------------------------------------------------------- | ----------------------- | ------ | ----------------------- | ---------------------------- |
| 1–2   | París-Corrèze                                               | França                  | 2.1    | Egoitz García           | Cofidis                      |
| 1–5   | Volta a Burgos                                              | Espanya                 | 2.HC   | Daniel Moreno           | Team Katusha                 |
| 3–12  | Tour de Guadalupe                                           | França                  | 2.2    | Ludovic Turpin          | USC Goyave                   |
| 5     | Trofeu internacional Bastianelli                            | Itàlia                  | 1.2    | Luigi Miletta           | Gragnano Sporting Club       |
| 5     | Fletxa del port d'Anvers                                    | Bèlgica                 | 1.2    | Joeri Stallaert         | Landbouwkrediet-Euphony      |
| 7–11  | Tour de l'Ain                                               | França                  | 2.1    | Andrew Talansky         | Garmin-Sharp                 |
| 7–11  | Volta a Lleó                                                | Espanya                 | 2.2    | José Belda              | Gsport-Val.Terra             |
| 9–12  | Mi-Août en Bretagne                                         | França                  | 2.2    | David Veilleux          | Team Europcar                |
| 9–12  | Tour de Szeklerland                                         | Romania                 | 2.2    | Vitali Popkov           | ISD-Lampre Continental       |
| 10    | Campionat d'Europa - contrarellotge sub-23                  | Itàlia                  | CC     | Rasmus Christian Quaade | Selecció de Dinamarca        |
| 11    | Gran Premi de la vila de Camaiore                           | Itàlia                  | 1.1    | Esteban Chaves          | Colombia-Coldeportes         |
| 11    | Memorial Henryk Łasak                                       | Polònia                 | 1.2    | Sylwester Janiszewski   | CCC Polkowice                |
| 12    | Campionat d'Europa - cura en ruta sub-23                    | Itàlia                  | CC     | Jan Tratnik             | Selecció d'Eslovènia         |
| 12    | Copa dels Carpats                                           | Polònia                 | 1.2    | Sylwester Janiszewski   | CCC Polkowice                |
| 12    | Gran Premi de Poggiana                                      | Itàlia                  | 1.2U   | Adam Phelan             | Drapac                       |
| 14–17 | Tour del Llemosí                                            | França                  | 2.HC   | Yukiya Arashiro         | Team Europcar                |
| 15–26 | Volta a Portugal                                            | Portugal                | 2.1    | David Blanco            | Efapel-Glassdrive            |
| 16    | Coppa Bernocchi                                             | Itàlia                  | 1.1    | Sacha Modolo            | Colnago-CSF Inox             |
| 16    | Gran Premi Capodarco                                        | Itàlia                  | 1.2    | Gianfranco Zilioli      | Team Colpack                 |
| 17    | Coppa Agostoni                                              | Itàlia                  | 1.1    | Emanuele Sella          | Androni Giocattoli-Venezuela |
| 17    | Dutch Food Valley Classic                                   | Països Baixos           | 1.1    | Theo Bos                | Rabobank ProTeam             |
| 18    | Gran Premi Kralovehradeckeho kraje                          | Txèquia                 | 1.2    | Martin Hacecky          | ASC Dukla Praha              |
| 18    | Tres Valls Varesines                                        | Itàlia                  | 1.HC   | David Veilleux          | Team Europcar                |
| 18    | Puchar Ministra Obrony Narodowej                            | Polònia                 | 1.2    | Damian Walczak          | BDC-Marcpol                  |
| 19    | Châteauroux Classic de l'Indre                              | França                  | 1.1    | Rafael Andriato         | Farnese Vini-Selle Italia    |
| 21    | Gran Premi de la vila de Zottegem                           | Bèlgica                 | 1.1    | Matthias Brändle        | Team NetApp                  |
| 21    | Gran Premi dels Marbrers                                    | França                  | 1.2    | Serguei Pomóixnikov     | Selecció de Rússia           |
| 21–24 | Tour de Poitou-Charentes                                    | França                  | 2.1    | Luke Durbridge          | Orica-GreenEDGE              |
| 21–25 | Baltic Chain Tour                                           | Letònia                 | 2.2    | Gediminas Bagdonas      | An Post-Sean Kelly           |
| 22    | Druivenkoers Overijse                                       | Bèlgica                 | 1.1    | Björn Leukemans         | Vacansoleil-DCM              |
| 22–26 | Volta a Dinamarca                                           | Dinamarca               | 2.HC   | Lieuwe Westra           | Vacansoleil-DCM              |
| 23    | Gran Premi de la indústria i el comerç artesanal de Carnago | Itàlia                  | 1.1    | Diego Ulissi            | Lampre-ISD                   |
| 25    | Giro del Vèneto                                             | Itàlia                  | 1.1    | Oscar Gatto             | Farnese Vini-Selle Italia    |
| 26    | Copa Sels                                                   | Bèlgica                 | 1.1    | Niko Eeckhout           | An Post-Sean Kelly           |
| 26    | Ronde van Midden-Nederland                                  | Països Baixos           | 1.2    | Ivar Slik               | Rabobank Continental         |
| 26    | Zagreb-Ljubljana                                            | Eslovènia               | 1.2    | Marko Kump              | Adria Mobil                  |
| 26–1  | Tour de l'Avenir                                            | França                  | 2.Ncup | Warren Barguil          | Selecció de França           |
| 31–1  | World Ports Classic                                         | Bèlgica · Països Baixos | 2.1    | Tom Boonen              | Omega Pharma-Quick Step      |

### Setembre
| Data  | Cursa                                           | País          | Cat. | Vencedor                    | Equip                          |
| ----- | ----------------------------------------------- | ------------- | ---- | --------------------------- | ------------------------------ |
| 2     | Gran Premi Jef Scherens                         | Bèlgica       | 1.1  | Steven Caethoven            | Accent Jobs-Willems Veranda's  |
| 2     | Tour del Doubs                                  | França        | 1.1  | Jérôme Coppel               | Saur-Sojasun                   |
| 2     | Memorial Davide Fardelli                        | Itàlia        | 1.2  | Rohan Dennis                | Jayco-AIS                      |
| 2     | Kernen Omloop Echt-Susteren                     | Països Baixos | 1.2  | Daniel Hoelgaard            | Øster Hus-Ridley               |
| 3–7   | Giro de Padània                                 | Itàlia        | 2.1  | Vincenzo Nibali             | Liquigas-Cannondale            |
| 5     | Memorial Rik van Steenbergen                    | Bèlgica       | 1.1  | Theo Bos                    | Rabobank ProTeam               |
| 6–9   | Okolo Jiznich Cech                              | Txèquia       | 2.2  | Jiří Hochmann               | ASC Dukla Praha                |
| 8     | París-Brussel·les                               | Bèlgica       | 1.HC | Tom Boonen                  | Omega Pharma-Quick Step        |
| 9     | Chrono champenois                               | França        | 1.2  | Rohan Dennis                | Jayco-AIS                      |
| 9     | Gran Premi de Fourmies                          | França        | 1.HC | Lars Ytting Bak             | Lotto-Belisol                  |
| 9–16  | Volta a la Gran Bretanya                        | Regne Unit    | 2.1  | Nathan Haas                 | Garmin-Sharp                   |
| 9–16  | Volta a Bulgària                                | Bulgària      | 2.2  | Maxat Ayazbayev             | Astana Continental             |
| 12    | Gran Premi de Valònia                           | Bèlgica       | 1.1  | Julien Simon                | Saur-Sojasun                   |
| 14    | Campionat de Flandes                            | Bèlgica       | 1.1  | Ronan van Zandbeek          | Argos-Shimano                  |
| 14    | Gran Premi del Somme                            | França        | 1.1  | Evaldas Šiškevicius         | La Pomme Marseille             |
| 15    | Gran Premi Impanis-Van Petegem                  | Bèlgica       | 1.1  | André Greipel               | Lotto-Belisol                  |
| 15    | Memorial Marco Pantani                          | Itàlia        | 1.2  | Fabio Felline               | Androni Giocattoli-Venezuela   |
| 16    | Gran Premi d'Isbergues                          | França        | 1.1  | John Degenkolb              | Argos-Shimano                  |
| 16    | Gran Premi de la Indústria i el Comerç de Prato | Itàlia        | 1.1  | Emanuele Sella              | Androni Giocattoli-Venezuela   |
| 16    | Trofeu Gianfranco Bianchin                      | Itàlia        | 1.2  | Kristian Sbaragli           |                                |
| 16    | Tour Bohemia                                    | Txèquia       | 1.2  | Maroš Kováč                 | Dukla Trenčín Trek             |
| 19    | Circuit de Houtland                             | Bèlgica       | 1.1  | Marcel Kittel               | Argos-Shimano                  |
| 21    | Tour de Vojvodina I                             | Sèrbia        | 1.2  | Kristjan Fajt               | Adria Mobil                    |
| 22    | Tour de Vojvodina II                            | Sèrbia        | 1.2  | Clemens Fankhauser          | Tirol                          |
| 22    | Fletxa costanera                                | Bèlgica       | 1.2  | Kevin Claeys                | Landbouwkrediet-Euphony        |
| 22–23 | Tour del Gavaudan Llenguadoc-Rosselló           | França        | 2.2  | Davide Rebellin             | Meridiana Kamen                |
| 23    | Gooikse Pijl                                    | Bèlgica       | 1.2  | Ken Hanson                  | Optum-Kelly Benefit Strategies |
| 25    | Ruta d'Or                                       | Itàlia        | 1.2  | Mattia Cattaneo             | Trevigiani Bottoli             |
| 26    | Milà-Torí                                       | Itàlia        | 1.HC | Alberto Contador            | Saxo Bank-Tinkoff Bank         |
| 27    | Giro del Piemont                                | Itàlia        | 1.HC | Rigoberto Urán              | Team Sky                       |
| 27-30 | Eurométropole Tour                              | Bèlgica       | 2.1  | Jürgen Roelandts            | Lotto-Belisol                  |
| 30    | Duo Normand                                     | França        | 1.1  | Luke Durbridge · Svein Tuft | Orica-GreenEDGE                |

### Octubre
| Data | Cursa                                    | País     | Cat. | Vencedor       | Equip                   |
| ---- | ---------------------------------------- | -------- | ---- | -------------- | ----------------------- |
| 2    | Memorial Frank Vandenbroucke             | Bèlgica  | 1.1  | Adam Blythe    | BMC Racing Team         |
| 3    | Tour de Münster                          | Alemanya | 1.1  | Marcel Kittel  | Argos-Shimano           |
| 4    | Coppa Sabatini                           | Itàlia   | 1.1  | Fabio Duarte   | Colombia-Coldeportes    |
| 4    | París-Bourges                            | França   | 1.1  | Florian Vachon | Bretagne-Schuller       |
| 6    | Petit Giro de Llombardia                 | Itàlia   | 1.2  | Jan Polanc     | Radenska                |
| 6    | Giro de l'Emília                         | Itàlia   | 1.HC | Nairo Quintana | Movistar Team           |
| 7    | Gran Premi Bruno Beghelli                | Itàlia   | 1.1  | Nicki Sörensen | Saxo Bank-Tinkoff Bank  |
| 7    | París-Tours sub-23                       | França   | 1.2U | Taruia Krainer | Vendée U                |
| 7    | París-Tours                              | França   | 1.HC | Marco Marcato  | Vacansoleil-DCM         |
| 9    | Premi Nacional de Clausura               | Bèlgica  | 1.1  | Wim Stroetinga | Koga                    |
| 14   | Tour de Vendée                           | França   | 1.HC | Wesley Kreder  | Vacansoleil-DCM         |
| 21   | Crono de les Nacions-Les Herbiers-Vendée | França   | 1.1  | Tony Martin    | Omega Pharma-Quick Step |

### Proves anul·lades
| Data                     | Cursa                                 | País          | Cat. | Causa                           |
| ------------------------ | ------------------------------------- | ------------- | ---- | ------------------------------- |
| 8 de febrer              | Trofeu Serra de Tramuntana            | Espanya       | 1.1  | Metereològica                   |
| 21–25 de febrer          | Giro de Sardenya                      | Itàlia        | 2.1  | Econòmica                       |
| 25 de febrer             | Gran Premi Regio Insubrica            | Suïssa        | 1.1  |                                 |
| 26 de febrer             | Clàssica Sarda Olbia-Pantogia         | Itàlia        | 1.1  |                                 |
| 1r de març               | Giro del Friül                        | Itàlia        | 1.1  | Jurídica                        |
| 18 de març               | Tour de Groene Hart                   | Països Baixos | 1.1  | Financière                      |
| 29 de març–1 d'abril     | Cinturó a Mallorca                    | Espanya       | 2.2  | Econòmica                       |
| 21 d'abril               | Gran Premi de Llodio                  | Espanya       | 1.1  | Econòmica                       |
| 26 d'abril-1 de maig     | Giro de les regions italianes         | Itàlia        | 2.2U |                                 |
| 28 d'abril               | Gran Premi Herning                    | Dinamarca     | 1.1  | Econòmica                       |
| 1 de maig                | Pujada al Naranco                     | Espanya       | 1.1  | Integrada a la Volta a Astúries |
| 13 de maig               | Velothon Wales                        | Regne Unit    | 1.2  |                                 |
| 3 de juny                | Tour de Rijke                         | Països Baixos | 1.1  | Financière                      |
| 30 de juny               | Gran Premi Kranj                      | Eslovènia     | 1.1  |                                 |
| 5–8 de juliol            | Volta a la Comunitat de Madrid sub-23 | Espanya       | 2.2  | Econòmica                       |
| 15 de juliol             | Giro del Casentino                    | Itàlia        | 1.2  | Retorn al calendari nacional    |
| 29 de juliol             | Tour de Bochum                        | Alemanya      | 1.1  |                                 |
| 31 de juliol-4 d'agost   | Tour dels Pirineus                    | França        | 2.2  | Econòmica                       |
| 4 d'agost                | Gran Premi Folignano                  | Itàlia        | 1.2  | [ 14 ]                          |
| 27 d'agost-1 de setembre | Setmana Ciclista Lombarda             | Itàlia        | 2.1  | Econòmica                       |
| 2 de setembre            | Giro de Romagna                       | Itàlia        | 1.1  | Econòmica                       |
| 15 de setembre           | Praga-Karlovy Vary-Praga              | Txèquia       | 1.2  |                                 |

## Classificacions
- Font: UCI Europa Tour Arxivat 2013-07-20 a Wayback Machine.

| #   | Ciclista                          | Equip                        | Pts.   |
| --- | --------------------------------- | ---------------------------- | ------ |
| 1.  | John Degenkolb (GER)              | Argos-Shimano                | 596    |
| 2.  | Marcel Kittel (GER)               | Argos-Shimano                | 511    |
| 3.  | Jonathan Tiernan-Locke (GBR)      | Endura Racing                | 478,2  |
| 4.  | Marko Kump (SLO)                  | Adria Mobil                  | 465    |
| 5.  | Danilo Di Luca (ITA)              | Acqua & Sapone               | 410,2  |
| 6.  | Julien Simon (FRA)                | Saur-Sojasun                 | 399    |
| 7.  | Samuel Dumoulin (FRA)             | Cofidis                      | 394    |
| 8.  | Domenico Pozzovivo (ITA)          | Colnago-CSF Inox             | 387,8  |
| 9.  | Carlos Betancourt (COL)           | Acqua & Sapone               | 369    |
| 10. | Reinardt Janse van Rensburg (RSA) | MTN-Qhubeka                  | 349    |
| 11. | Gediminas Bagdonas (LTU)          | An Post-Sean Kelly           | 346    |
| 12. | Jérôme Coppel (FRA)               | Saur-Sojasun                 | 336    |
| 13. | André Schulze (GER)               | Team NetApp                  | 332,75 |
| 14. | Michael Van Staeyen (BEL)         | Topsport Vlaanderen-Mercator | 327    |
| 15. | Franco Pellizotti (ITA)           | Androni Giocattoli-Venezuela | 313,2  |
| 16. | Robert Vrečer (SLO)               | Team Vorarlberg              | 307    |
| 17. | Thomas Voeckler (FRA)             | Team Europcar                | 282    |
| 18. | Serguei Firsànov (RUS)            | RusVelo                      | 279,5  |
| 19. | Andrea Palini (ITA)               | Team Idea                    | 276    |
| 20. | Fabio Felline (ITA)               | Androni Giocattoli-Venezuela | 267,8  |

| #   | Ciclista                      | País          | Pts.    |
| --- | ----------------------------- | ------------- | ------- |
| 1.  | Saur-Sojasun                  | França        | 1667    |
| 2.  | Argos-Shimano                 | Països Baixos | 1615    |
| 3.  | Acqua & Sapone                | Itàlia        | 1495    |
| 4.  | Androni Giocattoli-Venezuela  | Itàlia        | 1482,4  |
| 5.  | Itera-Katusha                 | Rússia        | 1254    |
| 6.  | Endura Racing                 | Regne Unit    | 1161,2  |
| 7.  | Cofidis                       | França        | 1149    |
| 8.  | Team Europcar                 | França        | 1105    |
| 9.  | Team NetApp                   | Alemanya      | 1102,55 |
| 10. | Adria Mobil                   | Eslovènia     | 1044    |
| 11. | Colnago-CSF Inox              | Irlanda       | 1033,8  |
| 12. | Topsport Vlaanderen-Mercator  | Bèlgica       | 1007    |
| 13. | Bretagne-Schuller             | França        | 997     |
| 14. | Farnese Vini-Selle Italia     | Regne Unit    | 945,6   |
| 15. | Rabobank Continental          | Països Baixos | 881     |
| 16. | An Post-Sean Kelly            | Bèlgica       | 879     |
| 17. | Leopard-Trek Continental      | Luxemburg     | 769     |
| 18. | Type 1-Sanofi                 | Estats Units  | 729     |
| 19. | Landbouwkrediet-Euphony       | Bèlgica       | 674     |
| 20. | Accent Jobs-Willems Veranda's | Bèlgica       | 626     |

| #   | País          | Pts.    |
| --- | ------------- | ------- |
| 1.  | Itàlia        | 3054    |
| 2.  | França        | 2734    |
| 3.  | Alemanya      | 2650,83 |
| 4.  | Eslovènia     | 2013    |
| 5.  | Rússia        | 1840.5  |
| 6.  | Bèlgica       | 1639    |
| 7.  | Països Baixos | 1383,34 |
| 8.  | Polònia       | 1194,6  |
| 9.  | Espanya       | 1026,2  |
| 10. | Regne Unit    | 922,65  |
| 11. | Ucraïna       | 784,88  |
| 12. | Txèquia       | 778,95  |
| 13. | Dinamarca     | 721,66  |
| 14. | Àustria       | 693,7   |
| 15. | Lituània      | 611     |
| 16. | Portugal      | 591,5   |
| 17. | Letònia       | 483     |
| 18. | Suècia        | 472,2   |
| 19. | Estònia       | 453,45  |
| 20. | Luxemburg     | 451,5   |

| #   | País (Sub-23) | Pts.    |
| --- | ------------- | ------- |
| 1.  | Itàlia        | 1355    |
| 2.  | Països Baixos | 1213,21 |
| 3.  | França        | 883     |
| 4.  | Bèlgica       | 842     |
| 5.  | Rússia        | 615     |
| 6.  | Alemanya      | 406,5   |
| 7.  | Eslovènia     | 397     |
| 8.  | Letònia       | 359     |
| 9.  | Dinamarca     | 346     |
| 10. | Luxemburg     | 293     |
| 11. | Àustria       | 273,6   |
| 12. | Noruega       | 232     |
| 13. | Suècia        | 208     |
| 14. | Polònia       | 195     |
| 15. | Irlanda       | 124     |
| 16. | Belarús       | 118     |
| 17. | Romania       | 114     |
| 18. | Ucraïna       | 112,41  |
| 19. | Regne Unit    | 108     |
| 20. | Txèquia       | 105     |